# Nathalie Herreman
Nathalie Herreman épouse Bagby (née le 28 mars 1966) est une joueuse de tennis française, professionnelle de 1982 à 1996.

## Biographie
Formée au Havre Athletic Club Tennis (Le Havre), elle a été championne de France en simple en 1983-1984 et 1986.
Elle a atteint le 42e rang mondial en simple le 21 décembre 1986 et le 35e en double le 10 octobre 1988.
Elle a gagné 3 tournois WTA au cours de sa carrière, dont 2 en double.

## Palmarès

### Titre en simple dames
| No | Date       | Nom et lieu du tournoi      | Catégorie | Dotation | Surface      | Finaliste             | Score    |          |
| -- | ---------- | --------------------------- | --------- | -------- | ------------ | --------------------- | -------- | -------- |
| 1  | 07-07-1986 | Ellesse Grand Prix, Pérouse |           | 50 000 $ | Terre (ext.) | Csilla Bartos-Cserepy | 6-2, 6-4 | Parcours |

### Finale en simple dames
Aucune

### Titres en double dames
| No | Date       | Nom et lieu du tournoi  | Catégorie | Dotation  | Surface         | Partenaire        | Finalistes                      | Score         |          |
| -- | ---------- | ----------------------- | --------- | --------- | --------------- | ----------------- | ------------------------------- | ------------- | -------- |
| 1  | 26-10-1987 | European Indoors Zurich |           | 150 000 $ | Moquette (int.) | Pascale Paradis   | Jana Novotná Catherine Suire    | 6-3, 2-6, 6-3 | Parcours |
| 2  | 18-07-1988 | Aix-en-Provence         | Tier V    | 100 000 $ | Terre (ext.)    | Catherine Tanvier | Sandra Cecchini Arantxa Sánchez | 6-4, 7-5      | Parcours |

### Finales en double dames
| No | Date       | Nom et lieu du tournoi | Catégorie | Dotation  | Surface         | Vainqueures                       | Partenaire      | Score         |          |
| -- | ---------- | ---------------------- | --------- | --------- | --------------- | --------------------------------- | --------------- | ------------- | -------- |
| 1  | 19-09-1988 | Clarins Open Paris     | Tier V    | 50 000 $  | Terre (ext.)    | Alexia Dechaume Emmanuelle Derly  | Louise Field    | 6-0, 6-2      | Parcours |
| 2  | 18-09-1989 | Clarins Open Paris     | Tier V    | 100 000 $ | Terre (ext.)    | Sandra Cecchini Patricia Tarabini | Catherine Suire | 6-1, 6-1      | Parcours |
| 3  | 09-10-1989 | Moscow Open Moscou     | Tier V    | 100 000 $ | Moquette (int.) | Larisa Savchenko Natasha Zvereva  | Catherine Suire | 6-3, 6-4      | Parcours |
| 4  | 17-09-1990 | Clarins Open Paris     | Tier IV   | 150 000 $ | Terre (ext.)    | Kristin Godridge Kirrily Sharpe   | Alexia Dechaume | 4-6, 6-3, 6-1 | Parcours |

## Parcours en Grand Chelem

### En simple dames
| Année | Open d'Australie (janvier) | Open d'Australie (janvier) | Internationaux de France | Internationaux de France | Wimbledon       | Wimbledon        | US Open         | US Open         | Open d'Australie (décembre) | Open d'Australie (décembre) |
| ----- | -------------------------- | -------------------------- | ------------------------ | ------------------------ | --------------- | ---------------- | --------------- | --------------- | --------------------------- | --------------------------- |
| 1983  | n/a                        | n/a                        | 3e tour (1/16)           | Helena Suková            | -               | -                | -               | -               | -                           | -                           |
| 1984  | n/a                        | n/a                        | 2e tour (1/32)           | Kathy Rinaldi            | 1er tour (1/64) | M.C. Calleja     | 2e tour (1/32)  | Jennifer Mundel | -                           | -                           |
| 1985  | n/a                        | n/a                        | 2e tour (1/32)           | Isabel Cueto             | -               | -                | -               | -               | -                           | -                           |
| 1986  | n/a                        | n/a                        | 2e tour (1/32)           | Chris Evert              | 2e tour (1/32)  | Jo Durie         | 1er tour (1/64) | Hu Na           | n/a                         | n/a                         |
| 1987  | -                          | -                          | 3e tour (1/16)           | Carina Karlsson          | 1er tour (1/64) | Sharon Walsh     | 1er tour (1/64) | Hana Mandlíková | n/a                         | n/a                         |
| 1988  | -                          | -                          | 1er tour (1/64)          | Andrea Holíková          | 2e tour (1/32)  | Pascale Paradis  | 3e tour (1/16)  | Steffi Graf     | n/a                         | n/a                         |
| 1989  | 2e tour (1/32)             | Jo Durie                   | 1er tour (1/64)          | M.J. Fernández           | 1er tour (1/64) | Kim Kessaris     | 2e tour (1/32)  | Steffi Graf     | n/a                         | n/a                         |
| 1990  | 1er tour (1/64)            | Natasha Zvereva            | 3e tour (1/16)           | Gabriela Sabatini        | 4e tour (1/8)   | Katerina Maleeva | 1er tour (1/64) | Raffaella Reggi | n/a                         | n/a                         |
| 1991  | 1er tour (1/64)            | Kimiko Date                | 1er tour (1/64)          | Federica Bonsignori      | 2e tour (1/32)  | Yayuk Basuki     | 3e tour (1/16)  | Arantxa Sánchez | n/a                         | n/a                         |
| 1992  | 1er tour (1/64)            | Robin White                | 1er tour (1/64)          | Federica Bonsignori      | 1er tour (1/64) | Natasha Zvereva  | -               | -               | n/a                         | n/a                         |
| 1993  | 1er tour (1/64)            | Steffi Graf                | 1er tour (1/64)          | Jennifer Capriati        | -               | -                | -               | -               | n/a                         | n/a                         |
| 1994  | -                          | -                          | 1er tour (1/64)          | Radka Zrubáková          | -               | -                | -               | -               | n/a                         | n/a                         |
| 1995  | -                          | -                          | 1er tour (1/64)          | Naoko Sawamatsu          | -               | -                | -               | -               | n/a                         | n/a                         |

À droite du résultat, l’ultime adversaire.

### En double dames
| Année | Open d'Australie (janvier)    | Open d'Australie (janvier) | Internationaux de France      | Internationaux de France   | Wimbledon                     | Wimbledon                 | US Open                       | US Open                     | Open d'Australie (décembre) | Open d'Australie (décembre) |
| ----- | ----------------------------- | -------------------------- | ----------------------------- | -------------------------- | ----------------------------- | ------------------------- | ----------------------------- | --------------------------- | --------------------------- | --------------------------- |
| 1983  | n/a                           | n/a                        | 1er tour (1/32) B. Guery      | L. Giussani Carmen Perea   | -                             | -                         | -                             | -                           | -                           | -                           |
| 1984  | n/a                           | n/a                        | 2e tour (1/16) C. Suire       | K. Horvath V. Ruzici       | 1er tour (1/32) C. Suire      | Andrea Leand M. L. Piatek | 1er tour (1/32) L. Bernstein  | Mima Jaušovec Virginia Wade | -                           | -                           |
| 1985  | n/a                           | n/a                        | 1er tour (1/32) P. Etchemendy | Elise Burgin A. Temesvári  | -                             | -                         | -                             | -                           | -                           | -                           |
| 1986  | n/a                           | n/a                        | 1er tour (1/32) P. Etchemendy | Kathy Jordan A. Moulton    | -                             | -                         | -                             | -                           | n/a                         | n/a                         |
| 1987  | -                             | -                          | 3e tour (1/8) Sophie Amiach   | I. Demongeot N. Tauziat    | -                             | -                         | 1er tour (1/32) Sophie Amiach | MJ Fernández P. Tarabini    | n/a                         | n/a                         |
| 1988  | -                             | -                          | 1/4 de finale P. Paradis      | Nicole Provis Elna Reinach | 1er tour (1/32) P. Paradis    | Lori McNeil B. Nagelsen   | 1er tour (1/32) M. Lindström  | Tracy Austin MJ Fernández   | n/a                         | n/a                         |
| 1989  | 2e tour (1/16) Eva Pfaff      | Lise Gregory Ronni Reis    | 2e tour (1/16) Sophie Amiach  | A. Sánchez J. Wiesner      | 1er tour (1/32) Mercedes Paz  | Jenny Byrne Robin White   | 2e tour (1/16) C. Caverzasio  | Eva Pfaff C. Suire          | n/a                         | n/a                         |
| 1990  | 1er tour (1/32) C. Suire      | Julie Halard Andrea Leand  | 1er tour (1/32) Sophie Amiach | C. Lindqvist M. Lindström  | 2e tour (1/16) A. Dechaume    | Steffi Graf G. Sabatini   | 1er tour (1/32) A. Dechaume   | Halle Carroll Amy Frazier   | n/a                         | n/a                         |
| 1991  | 1er tour (1/32) A. Dechaume   | Maya Kidowaki Alison Scott | 1er tour (1/32) C. Caverzasio | M. Maleeva M. Strebel      | 1er tour (1/32) C. Caverzasio | L. Neiland N. Zvereva     | 2e tour (1/16) C. Caverzasio  | Patty Fendick Lori McNeil   | n/a                         | n/a                         |
| 1992  | 1er tour (1/32) Gorrochategui | Linda Wild Eva Pfaff       | 1er tour (1/32) C. Caverzasio | Lori McNeil Nicole Provis  | -                             | -                         | -                             | -                           | n/a                         | n/a                         |
| 1993  | 1er tour (1/32) Laura Golarsa | Katrina Adams M. Bollegraf | -                             | -                          | -                             | -                         | -                             | -                           | n/a                         | n/a                         |

Sous le résultat, la partenaire ; à droite, l’ultime équipe adverse.

### En double mixte
| Année | Open d'Australie (janvier), | Open d'Australie (janvier), | Internationaux de France      | Internationaux de France   | Wimbledon | Wimbledon | US Open | US Open | Open d'Australie (décembre), | Open d'Australie (décembre), |
| ----- | --------------------------- | --------------------------- | ----------------------------- | -------------------------- | --------- | --------- | ------- | ------- | ---------------------------- | ---------------------------- |
| 1983  | n/a                         | n/a                         | 2e tour (1/16) B. Foxworth    | J. Russell S. Stewart      | -         | -         | -       | -       | n/a                          | n/a                          |
| 1984  | n/a                         | n/a                         | 2e tour (1/16) B. Foxworth    | C. Suire Thierry Pham      | -         | -         | -       | -       | n/a                          | n/a                          |
| 1985  | n/a                         | n/a                         | 1er tour (1/32) Pascal Portes | K. Maleeva E. Sánchez      | -         | -         | -       | -       | n/a                          | n/a                          |
| 1986  | n/a                         | n/a                         | 3e tour (1/8) Winogradsky     | R. Reggi Sergio Casal      | -         | -         | -       | -       | n/a                          | n/a                          |
| 1987  | -                           | -                           | 1er tour (1/32) Winogradsky   | C. Lindqvist J. Svensson   | -         | -         | -       | -       | n/a                          | n/a                          |
| 1989  | -                           | -                           | 1er tour (1/32) O. Delaitre   | Katrina Adams Nduka Odizor | -         | -         | -       | -       | n/a                          | n/a                          |
| 1990  | -                           | -                           | 2e tour (1/16) T. Benhabiles  | R. McQuillan T. Woodbridge | -         | -         | -       | -       | n/a                          | n/a                          |
| 1991  | -                           | -                           | 2e tour (1/16) T. Benhabiles  | L. Neiland Libor Pimek     | -         | -         | -       | -       | n/a                          | n/a                          |
| 1992  | -                           | -                           | 1er tour (1/32) M. Bahrami    | Amy Frazier T. Kronemann   | -         | -         | -       | -       | n/a                          | n/a                          |
| 1995  | -                           | -                           | 1er tour (1/32) Gérard Solvès | Irina Spîrlea Danie Visser | -         | -         | -       | -       | n/a                          | n/a                          |
| 1996  | -                           | -                           | 1er tour (1/32) F. Vitoux     | Ai Sugiyama Paul Kilderry  | -         | -         | -       | -       | n/a                          | n/a                          |

Sous le résultat, le partenaire ; à droite, l’ultime équipe adverse.

## Classements WTA en fin de saison

### En simple
| Année | 1983 | 1984 | 1985 | 1986 | 1987 | 1988 | 1989 | 1990 | 1991 | 1992 | 1993 | 1994 | 1995 |
| Rang  | 113  | 125  | 126  | 42   | 91   | 95   | 134  | 62   | 124  | 182  | 105  | 176  | 368  |

Source : (en) « Classements de Nathalie Herreman », sur le site officiel du WTA Tour

### En double
| Année | 1986 | 1987 | 1988 | 1989 | 1990 | 1991 | 1992 | 1993 | 1994 | 1995 |
| Rang  | 142  | 50   | 56   | 58   | 94   | 100  | 152  | 254  | -    | 373  |

Source : (en) « Classements de Nathalie Herreman », sur le site officiel du WTA Tour